# Юрлова, Людмила Петровна
Людмила Петровна Юрлова (1 апреля 1972, Вельск, Архангельская область — 28 ноября 2016, Химки, Московская область) — российская хоккеистка, бронзовый призер чемпионата мира 2001 года по хоккею.

## Биография
Людмила Юрлова родилась в городе Вельске в семье Петра и Ольги Юрловых. Ещё в детстве переехала с родителями в Сыктывкар, где начала заниматься хоккеем с мячом в местной команде «Строитель». В составе этой команды она выиграла престижные Всесоюзные соревнования «Плетёный мяч», а также участвовала в Спартакиаде народов РСФСР. Во время обучения в Архангельском педагогическом институте Юрлова была зачислена в созданную там команду «Буревестник». В составе «Буревестника» она завоевала серебряные медали чемпионата России, после чего перебралась в московский «Октябрь», с которым уже выиграла национальный чемпионат и Кубок мира.
Сменила вид спорта на хоккей с шайбой после приглашения в сборную России, в которой она играла с 1994 по 2001 год. Восемь раз становилась чемпионкой России в составе нижегородского СКИФа, играла за клуб со дня основания.
Погибла от отравления угарным газом вместе с семьей (мужем и четырёхлетним сыном) 28 ноября 2016 года в Химках в возрасте 44 лет.